# Palácio de Iturbide
O Palácio de Iturbide é uma grande residência palaciana situada no centro histórico da Cidade do México. Foi construído pelo Conde de San Mateo Valparaíso como presente de casamento para sua filha. Ganhou o nome de “Palácio de Iturbide” porque Agustín de Iturbide aí viveu e aceitou a coroa do Primeiro Império Mexicano (como Agustín I) no palácio depois da independência da Espanha. Hoje, o prédio restaurado abriga o Fomento Cultural Banamex; foi renomeado como Palacio de Cultura Banamex. O palácio também já albergou um hotel.

## História da construção
Esta residência foi construída por Miguel de Berrio y Saldívar, Conde de San Mateo Valparaíso e Marquês de Jaral de Berrio. A fortuna de Berrio y Saldívar baseava-se na mineração e na pecuária. Ele também serviu como prefeito da Cidade do México. Ele supostamente construiu o palácio de uma forma elaborada para igualar a soma do dote de sua filha, aproximadamente 100.000 pesos, fim de impedir que seu novo genro, o Marquês de Moncada da Sicília, desperdiçasse seu riqueza da filha. Foi construído como uma réplica do palácio real de Palermo. O filho desse casal, neto da construtora, preferiu não morar no palácio, mas o ofereceu para uso de dignitários visitantes, como o vice-rei Félix Calleja e posteriormente Agustín de Iturbide. Da varanda deste palácio, Iturbide aceitou a oferta de ser o primeiro imperador do México depois da independência da Espanha. Durante seu reinado (1821-1823), ele morou aqui, usando a casa como palácio real. Após a Conquista, o local tinha sido parte da terra concedida pela Coroa Espanhola a Gonzalo Juárez de Córdoba. Até o século XVII, o local era um convento para as Irmãs de Saint Brigit, até que venderam a terra para Berrio y Saldívar.

## Projeto do prédio
Este edifício barroco mexicano foi projetado e iniciado por Francisco Antonio Guerrero y Torres e finalizado por seu cunhado Agustín Duran entre 1779 e 1785. O edifício tem três andares e um mezanino, mostrando influência italiana em seu design barroco. Sua fachada de tezontle e pedra de cantera é ladeada por duas torres fortificadas nas extremidades da fachada. Possui uma galeria central ou loggia, que agora está fechada ao público. A fachada é decorada com pedra esculpida que apresenta motivos orgânicos e geométricos, como flores, pequenas sereias de cauda dupla e figuras masculinas graciosas. Dentro, a varanda tem um telhado abobadado.
Um grande arco leva ao pátio decorado com figuras geométricas. O pátio é cercado por dezoito arcos apoiados por colunas toscanas.